# Expedición austrohúngara al Polo Norte

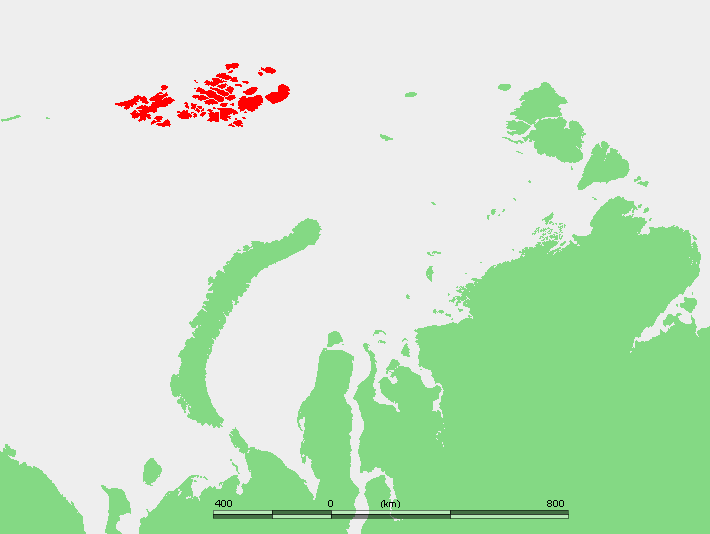
Localizacon del archipiélago Tierra de Francisco José.

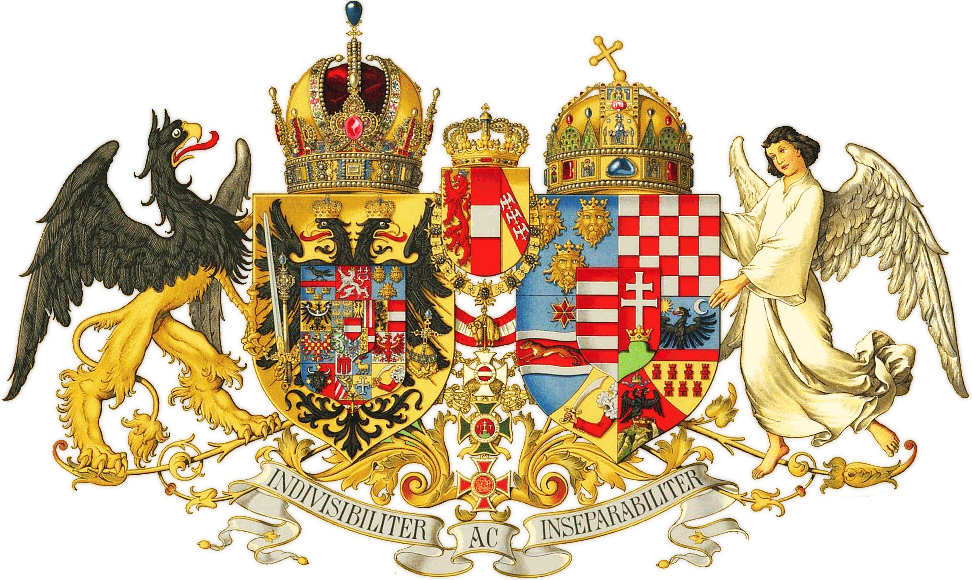
Escudo de armas del Imperio austrohúngaro. La expedición fue financiada principalmente por las contribuciones de las familias nobles de Austria-Hungría.

La expedición austrohúngara al Polo Norte fue una expedición científica al océano ártico que tuvo lugar de 1872 a 1874 y que descubrió uno de los archipiélagos más septentrionales del mundo, la Tierra de Francisco José. 

## Objetivos
De acuerdo con Julius von Payer (1841-1915), uno de los líderes de la expedición, el viaje tenía como fin encontrar el pasaje del Noreste, y por eso realmente exploraban la zona noroeste de Nueva Zembla. De acuerdo con el otro líder, Karl Weyprecht (1838-81), el polo norte era un objetivo secundario. La financiación tuvo un coste total de 175 000 florines, sufragados por nobles del Imperio, siendo los dos principales contribuyentes Johann Nepomuk, conde Wilczek (1837-1922) y Ödon, conde Zichy (1811-1894).
El buque principal era el Tegetthoff, llamado así por el almirante austriaco Wilhelm von Tegetthoff, a las órdenes del que servía Weyprecht. El buque fue construido por Teklenborg & Beurmann en Bremerhaven. Se trataba de una goleta de 220 toneladas y tres mástiles, de 38,34 m de eslora y con un motor de vapor de 100 CV (75 kW). La tripulación procedía de todas las partes del Imperio austrohúngaro, especialmente de Istria y Dalmacia.

## Viaje

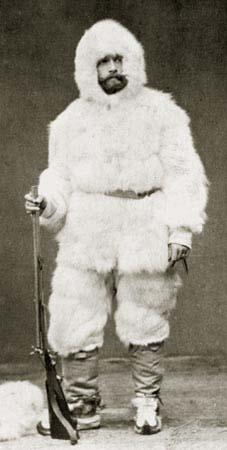
Julius Payer, uno de los líderes de la expedición.

El Tegetthoff, con su tripulación de 24 hombres, dejó Tromsø en julio de 1872. A finales de agosto quedaron atrapados en la banquisa al norte de Nueva Zembla, yendo a la deriva en las hasta ese momento desconocidas regiones polares. En esa deriva, la expedición descubrió un archipiélago que llamaron Tierra de Francisco José en honor del emperador autrohúngaro Francisco José I. 
En mayo de 1874 el capitán Weyprecht decidió abandonar el barco atrapado en el hielo y tratar de regresar en trineos y botes. El 14 de agosto de 1874, la expedición llegó a mar abierto y el 3 de septiembre, finalmente, lograron poner pie en la Rusia continental.

## Significado
Los descubrimientos y experiencias de la expedición significaron una importante contribución a la ciencia polar, especialmente el descubrimiento del Paso del Nordeste de Adolf Erik Nordenskiöld. También dio un impulso al Año Polar Internacional, lo que significó un cambio de expediciones individuales, casi como carreras deportivas, para dar paso a la cooperación científica en todo el mundo para explorar las regiones polares. 
La expedición arrojó distintos resultados en los campos de geografía, meteorología, astronomía, geodesia, magnetismo, zoología, y avistamientos de la aurora boreal, que fueron publicados por la Academia Austriaca de Ciencias en 1878. Además, se publicó un libro (La expedición austrohúngara al Polo Norte 1872-74) y pinturas realizadas por Payer, probablemente las únicas pinturas de una expedición polar creadas por el propio explorador. 
La expedición fue seleccionada como principal motivo para el euro conmemorativo en oro y plata austriaco acuñado el 8 de junio de 2005. El reverso de la moneda muestra dos exploradores árticos pescando en el mar congelado, con el barco detrás de ellos.